# Hypocrisy
Hypocrisy är ett svenskt melodisk death metal-band som bildades i Ludvika oktober 1991. Bandet har för närvarande skivkontrakt med Nuclear Blast och det tolfte studioalbumet, End of Disclosure, gavs ut 22 mars 2013.

## Historia
Hypocrisys historia började som ett soloprojekt av Peter Tägtgren (nuvarande frontman i bandet) under namnet Seditious. I slutet av 1980-talet till tidigt 1990-tal bodde Tägtgren i USA och spelade där en period i Malevolent Creation. Han blev starkt influerad av den amerikanska death metal-scenen och återvände sedan till Sverige. 
I början skrev Hypocrisy främst antireligiösa texter, då Magnus "Masse" Broberg stod som frontfigur och sångare. När Masse hoppade av tog gitarristen Peter Tägtgren över som frontman, och texterna började alltmer handla om övernaturliga fenomen, såsom utomjordingar och bortförande.
Gruppen har även agerat i musikprojektet The Abyss.

## Medlemmar
Nuvarande medlemmar
- Peter Tägtgren – gitarr, keyboard (1991– ), sång (1993– )
- Mikael Hedlund – basgitarr (1992– )
- Horgh (Reidar Horghagen) – trummor (2004– )

Tidigare medlemmar
- Lars Szöke – trummor (1992–2004)
- Masse (Magnus Broberg) – sång (1992–1993)
- Jonas Österberg – gitarr (1992)
- Andreas Holma – gitarr (2004–2006)

Turnerande medlemmar
- Mathias Kamijo – gitarr (1996–2004)
- Klas Ideberg – gitarr (2006)
- Alexi Laiho – gitarr (2009, 2010)
- Tomas Elofsson – gitarr (2010– )
- André Skaug – basgitarr (2013, 2019– )

## Diskografi
Studioalbum
- Penetralia (1992)
- Osculum Obscenum (1993)
- The Fourth Dimension (1994)
- Abducted (1996)
- The Final Chapter (1997)
- Hypocrisy (1999)
- Into the Abyss (2000)
- Catch 22 (2002)
- The Arrival (2004)
- Virus (2005)
- Catch 22 (V2.0.08) (2008)
- A Taste of Extreme Divinity (2009)
- End of Disclosure (2013)

Livealbum
- Hypocrisy Destroys Wacken (1998)

EP
- Pleasure of Molestation (1993)
- Inferior Devoties (1994)
- Maximum Abduction (1997)
- Virus Radio EP (2005)
- Too Drunk to Fuck (2013)

Singlar
- "Carved Up" (1996)
- "Don't Judge Me" (2008)
- "Eraser" (2011)
- "End of Disclosure" (2013)

Demo
- "Rest in Pain" (1991)
- "Promo EP 1" (1992)

Samlingsalbum
- 10 Years of Chaos and Confusion (2001)
- Beast of Hypocrisy (2012)
- Penetralia / Osculum Obscenum (2013) (2CD box)

Video
- Hell over Sofia - 20 Years of Chaos and Confusion (2011) (DVD + 2CD)

Annat
- "Roswell 47 / Future Breed Machine" (1996) (delad 7" vinyl: Meshuggah / Hypocrisy)
- Nuclear Blast Festivals 2000 (delad album: Hypocrisy / Destruction / Raise Hell / Crematory / Kataklysm)
- "Valley of the Damned / Hordes of War" (2009) delad 7" vinyl: Immortal / Hypocrisy)
- Party.San Metal Open Air - Hell Is Here-Sampler (2013) (delad album: Carcass / Hypocrisy / Legion of the Damned)